# Polje ob Sotli
Polje ob Sotli este o localitate din comuna Podčetrtek, Slovenia, cu o populație de 57 de locuitori.